# Santa Maria de Caldes d'Estrac
Santa Maria de Caldes d'Estrac és una església del municipi de Caldes d'Estrac (Maresme) inclosa en l'Inventari del Patrimoni Arquitectònic de Catalunya. L'església actual de Santa Maria fou bastida als anys 1805-1830, al mateix indret que una anterior del segle xiii, de la qual es conserven la pila baptismal i una làpida damunt l'entrada amb caràcters gòtics, salutació a la Mare de Déu del Remei.

## Descripció
Edifici característic del barroc, ja classicitzant, d'una sola nau amb capelles laterals i campanar de torre, ampliat i restaurat el 1868. El 1949 es restaurà l'absis.

## Història
L'església de Santa Maria, inicialment sufragània de la de Sant Andreu de Llavaneres, passà l'any 1230 a ser parròquia conventual i el 1379 parròquia independent dins el bisbat de Barcelona. El 1396 el rector Francesc Fabré vengué la jurisdicció i els drets que tenia sobre la parròquia i els banys termals a la ciutat de Barcelona, el que la convertí en baronia.
L'any 1557 el temple és eixamplat o construït de nou, posteriors reformes la modificaren completament, no quedant gaires restes. El 1603 va ser restaurada.
El 14 de maig de 1805 es posà la primera pedra de l'actual temple i s'allargà el temple 48,5 metres i s'amplia 28 metres.
El 1812 l'església és fortificada per les tropes napoleòniques que l'usen com a base de les seves operacions militars per la comarca, i també hi fan algunes destrosses com la crema de l'orgue. Posteriorment, l'any 1868 s'hi fan obres d'ampliació (s'aixeca la volta, s'allarga la rectoria, es construeix el campanar i el cor).
El 1936, església i arxiu parroquial són cremats pels revolucionaris destruint-se el retaule barroc del presbiteri. Entre 1942-1944 es porten a terme les obres de reconstrucció del temple a càrrec de l'arquitecte Eduard M. Balcells (restauració de l'altar major, la nau, el cor i la sagristia, reforma de la façana i els altars laterals, i es reposen els bancs i confessionaris). A mitjans de la dècada dels anys 60 es porta a terme una nova remodelació de la façana del temple.